# Dąbrówka (Wołomin)
Pour les articles homonymes, voir Dąbrówka.
Dąbrówka (prononciation : [dɔmˈbrufka]) est un village polonais de la gmina de Dąbrówka dans le powiat de Wołomin de la voïvodie de Mazovie dans le centre-est de la Pologne.
Il est le siège administratif de la gmina de Dąbrówka.
Il est situé à environ 16 kilomètres au nord de Wołomin (siège du powiat) et 36 kilomètres au nord-est de Varsovie (capitale de la Pologne).
Le village possède une population de 1 888 habitants en 2004.

## Histoire
De 1975 à 1998, le village appartenait administrativement à la voïvodie d'Ostrołęka.